# Mistrzostwa Polski w kolarstwie przełajowym 1968
Mistrzostwa Polski w kolarstwie przełajowym 1968 odbyły się 3 marca 1968 roku w Prudniku.
W mistrzostwach w Prudniku wystartowało 142 kolarzy. Zawodnicy wyścigu mieli wykonać 5 okrążeń, każde po 5,7 km. Ze względu na trudne warunki pogodowe (błoto i śnieg oblepiały łańcuch i przerzutkę) musieli zmieniać rower co okrążenie. Wyścig ukończyło 71 zawodników.
Wyścig był pierwszym kolarskim sukcesem Ryszarda Szurkowskiego.

## Wyniki
| Miejsce | Zawodnik             | Klub                     | Czas    |
| ------- | -------------------- | ------------------------ | ------- |
| 1.      | Ryszard Szurkowski   | Dolmel Wrocław           | 1:13.27 |
| 2.      | Krzysztof Stec       | Legia Warszawa           | +0.37   |
| 3.      | Franciszek Surmiński | LKS Zarzewie Prudnik     | +0.37   |
| 4.      | Lech Kluj            | Legia Warszawa           | +3.12   |
| 5.      | K. Wilczek           | Górnik Klimontów         | +3.41   |
| 6.      | Henryk Woźniak       | Legia Warszawa           | +4.38   |
| 7.      | Wiesław Jezierski    | Legia Warszawa           | +5.08   |
| 8.      | Klaus Teszner        | LZS Zjednoczenie Olsztyn | +5.24   |
| 9.      | Natkowski            | Lechia Gdańsk            | +5.25   |
| 10.     | W. Woźniak           | Sarmata Warszawa         | +8.10   |